# Barbier-reactie
De barbier-reactie is in de organische chemie een reactie tussen een alkylhalide en een carbonylverbinding als elektrofiele reactiepartner, in aanwezigheid van magnesium, aluminium, zink, indium, tin of een van hun zouten. Het reactieproduct is een primair, secundair of tertiair alcohol, afhankelijk van de aangewende carbonylverbinding. De reactie is vergelijkbaar met de grignard-reactie, met als cruciaal verschil dat de barbier-reactie als een one-pot synthese wordt uitgevoerd en het grignard-reagens eerst apart gemaakt wordt, vóór toevoegen van de carbonylverbinding. De barbier-reactie breidt het arsenaal van nucleofiele additiereacties uit tot metalen die relatief goedkoop en ongevoelig voor water zijn. Dit in tegenstelling tot grignard-reagentia of organolithiumverbindingen, die gemakkelijk door water geprotoneerd worden en daarbij onbruikbaar worden. Hierdoor wordt het soms mogelijk de reactie uit te voeren in water (of water als een van de bestanddelen van het oplosmiddel), waardoor de reactie opgenomen is in de procedures van de groene chemie. De reactie is vernoemd naar de leraar van Victor Grignard, Philippe Barbier.

## Voorbeeldreacties

### Voorbeeld 1
3-broompropyn en butanal reageren onder invloed van zink in water:
Met een gesubstitueerd alkyn in plaats van met een eindstandig alkyn ontstaan voornamelijk allenen in plaats van het hierboven weergegeven alkyn.

### Voorbeeld 2
Intramoleculair verloopt de barbier-reactie onder invloed van samarium(II)jodide:

### Voorbeeld 3
De reactie van een allylbromide met formaldehyde in THF waarbij indiumpoeder gebruikt wordt:
De barbier-reactie gaat hier gepaard met een allylische omlegging tot een terminaal alkeen.

### Voorbeeld 4
Een allylbromide reageert met benzaldehyde en zinkpoeder in water:
Er treedt hierbij diastereoselectiviteit op, voor de verhouding geldt (erythro:threo) 83:17.